# Inside MAHLE Museum
Das Inside MAHLE Museum ist ein dreigeschossiges Ausstellungsgebäude für die Unternehmenspräsentation der Mahle GmbH. Der mehrfach ausgezeichnete Bau liegt auf dem Firmengelände in Stuttgart-Bad Cannstatt und ist öffentlich nicht zugänglich. Das Museum kann auf Anfrage von Besuchergruppen besichtigt werden.

## Gebäude
Das Gebäude wurde zwischen 2006 und 2008 nach den Plänen des Stuttgarter Architektenbüros Heinisch, Lembach, Huber geplant und gebaut, nachdem diese einen Architekturwettbewerb für sich entscheiden konnten. Weiter war das Stuttgarter Ingenieurbüro Mayr/Ludescher/Partner für die Tragwerksplanung verantwortlich und die Firma Domico aus Vöcklamarkt für die Industriebaufassade.

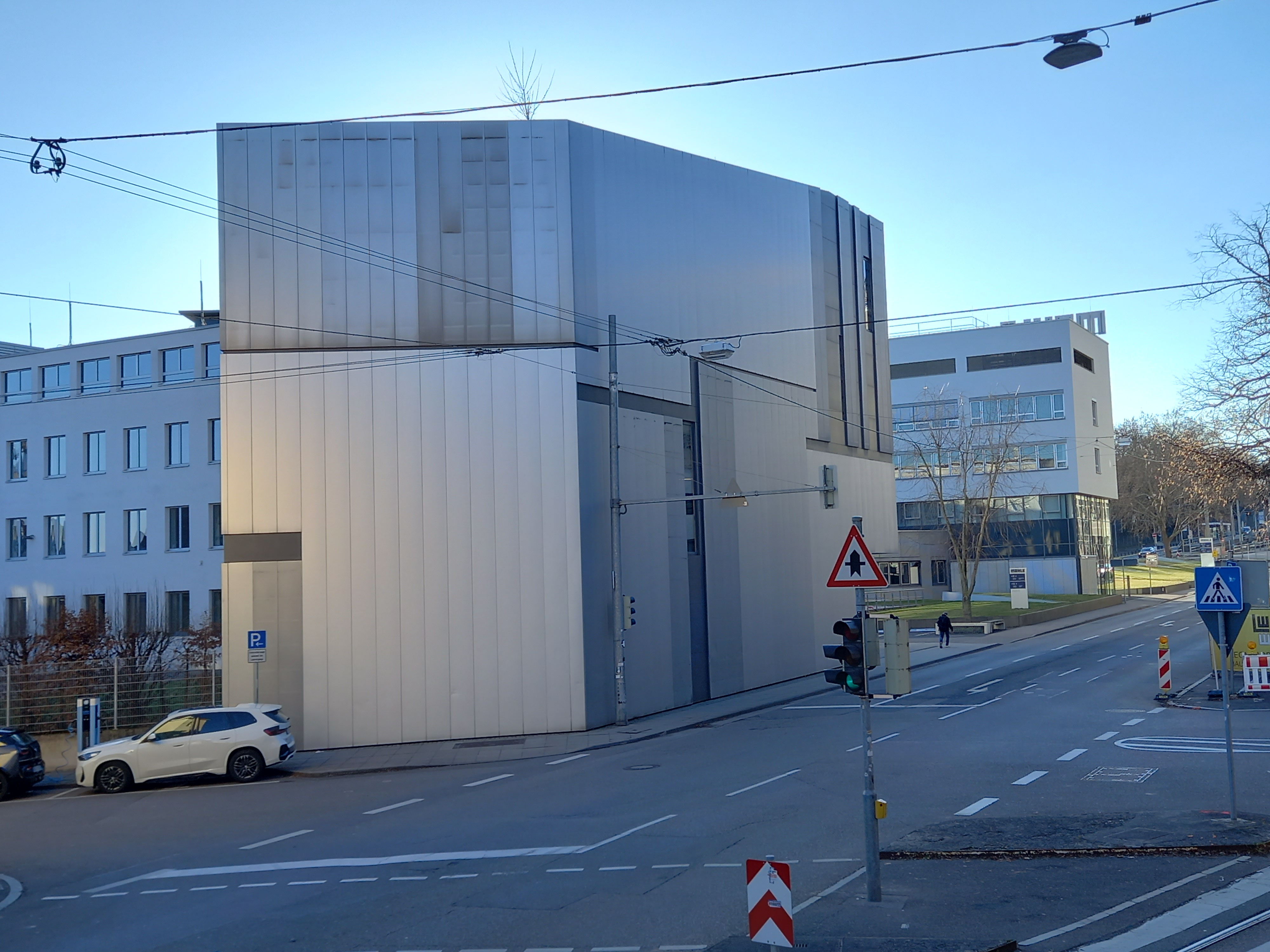
Rückansicht

Das Gebäudes mit metallisch schimmernden Außenhaut besitzt einen leicht gedrehten, polygonalen Baukörper der an der Westecke des Firmengeländes errichtet wurde. Mit der Metallhülle aus unterschiedlich großen und unterschiedlich perforierten Metallpaneelen sollte ein abstrahiertes Abbild der Fügeprinzipien des Motorenbaus architektonisch umgesetzt werden. Die Metallhülle zieht in „All-Over-Manier“ bis über das Dach, das als fünfte Fassade interpretiert werden kann, und das von einem nahe gelegenen Höhenzug von oben zu  betrachten ist. Das Gebäude wirkt von außen mit ablesbaren Geschossen, Öffnungen für Fenster und Türen sowie mit Sockel und Dach eher geschlossen und kompakt, löst sich aber im Inneren in vier Ebenen mit eingeschnittenen Lufträumen auf. Vom Erdgeschoss bis zum Dach führt im Inneren eine 15 m hohe Wand, die den Blick auf einen Luftraum frei gibt, der sich durch das gesamte Gebäude zieht. Gemäß dem Mahle-Motto „Menschen bringen Mahle voran“ sind Fotos von Mitarbeitern des Konzerns auf der Wand platziert. Mit der durchgehenden Wand erreichten die Architekten die gewünschte Transparenz und die Blickbeziehung über die Geschosse hinweg. 1200 m² Ausstellungsfläche sind über die vier Ebenen verteilt.

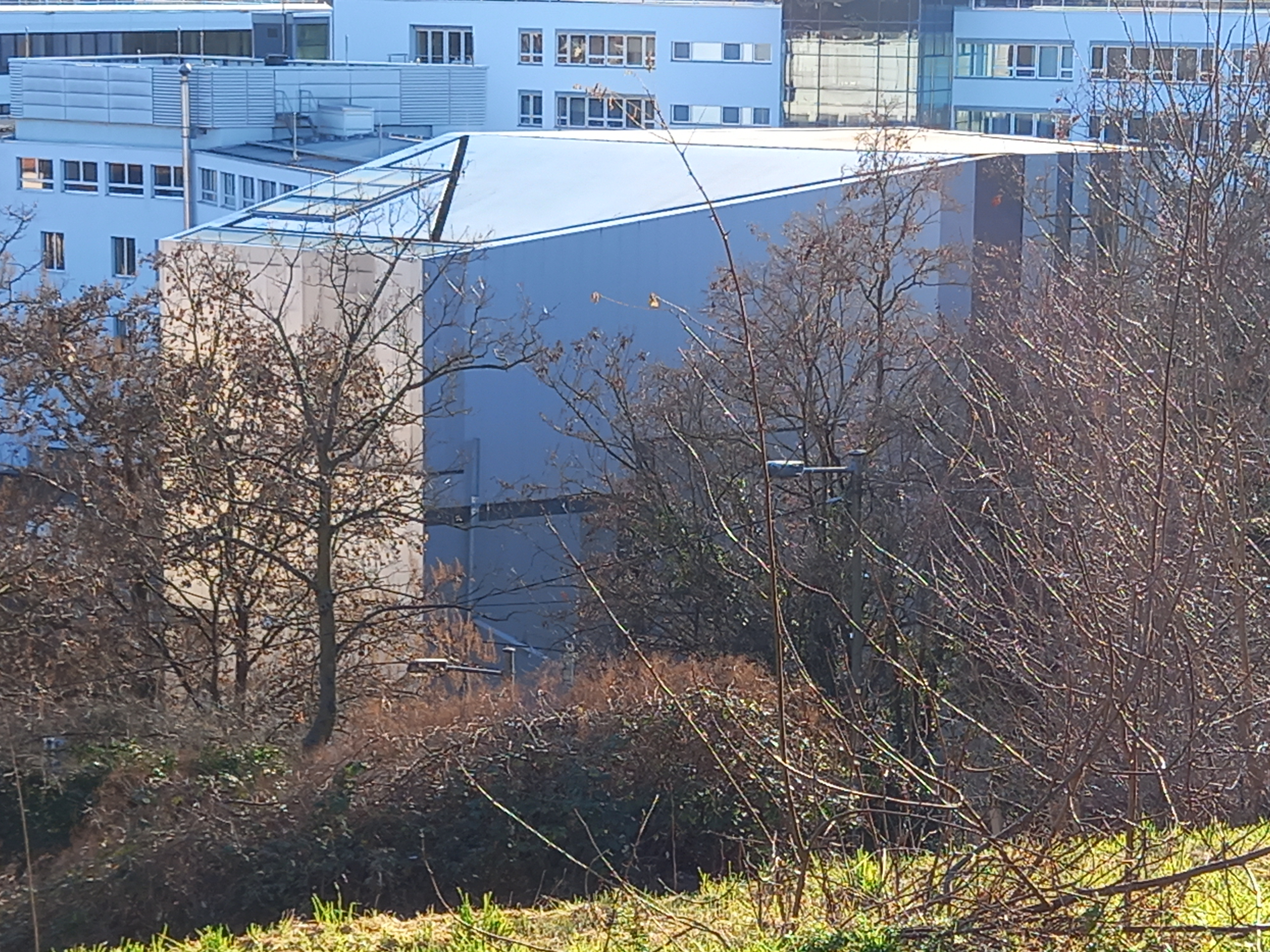
Blick auf das Dach

Im Erdgeschoss des Museums befinden sich der Eingangs- sowie ein Versorgungsbereich, wobei sich der verglaste Eingang weit zurückgesetzt unter einer frei tragenden Hausecke befindet. Neben dem Foyer liegen ein Vortragssaal und weitere Seminarräume im Erdgeschoss. Der Boden des Foyers ist mit Steinplatten aus Cannstatter Travertin ausgelegt, die nur wenige hundert Meter entfernt in den Steinbrüchen der Stuttgarter Travertine gebrochen wurde. Diese Materialwahl soll Tradition und Moderne verbinden. Das Erscheinungsbild des gesamten Erdgeschosses ist geprägt von sowohl den grauen Sichtbetonwänden, auf denen noch die Muster der Verschalung sichtbar sind, als auch durch die Rippendecke der Deckentragestruktur. Die Rippen verlaufen dabei optisch wirksam quer durch das Foyer.
Die oberen Stockwerke des Gebäudes können durch eine Treppe erreicht werden, die hinter einer glatten weißen Wand verläuft. In der abgehängten, weißen Decke des ersten Stockwerks befinden sich vier Öffnungen, welche eine optische Verbindung mit dem darüber legenden zweiten Stockwerk erreichen, das ebenfalls über eine weiße, abgehängte Decke verfügt. Im dritten Obergeschoss verjüngen sich Boden und Decke an einer Seite der Ebene und bilden einen spitzen Winkel, der den Eindruck von Dynamik erzeugen soll.

## Ausstellung
Die Firma Mahle wurde von der Architektin Wallie Heinisch als „Hardcore-Maschinenbauer“ bezeichnet. Entsprechend wurden das Gebäude aber auch die Innenräume und die Ausstellung gestaltet. Auf vier Ebenen sind Mahle-Produkte ausgestellt. Diese reichen vom historischen Kolben, der in der ersten Benzinkutsche eingebaut war, bis hin zu den aktuellen Erzeugnissen des Unternehmens. Weiter werden die Geschichte des Unternehmens und die Unternehmensphilosophie dargestellt ebenso wie die Methoden und Ziele in Forschung und Entwicklung. Die meist kleinteiligen Objekte befinden sich in Vitrinen, während die Größeren auf Podesten stehen. Die Exponate bilden mit dem sich über alle Etagen erstreckenden Raumkontinuum aus Lufträumen, Überschneidungen und Sichtbezügen eine Einheit und einen räumlichen Zusammenhang, welcher vom Besucher auf vielfältige Weise gelesen werden kann.

## Architekturpreise
- Deutscher Design Club Award (DDC-Award), 2008[4]
- Deutscher Preis für Dreidimensionalität (DP3D), Goldene Flamme 2008[5]
- iF communication design Award, Kategorie „corporate architecture“, 2009[3][4]

## Besuchsmöglichkeit
Das Inside MAHLE Museum ist kein öffentliches Museum mit geregelten Öffnungszeiten. Es kann nach Voranmeldung durch Gruppen besichtigt werden.